# Utilitaria
L'utilitaria è un tipo di autovettura, caratterizzata da dimensioni e dotazioni essenziali, progettato per assolvere le più correnti funzioni pratiche del trasporto promiscuo o alternato di persone e cose.

## Storia

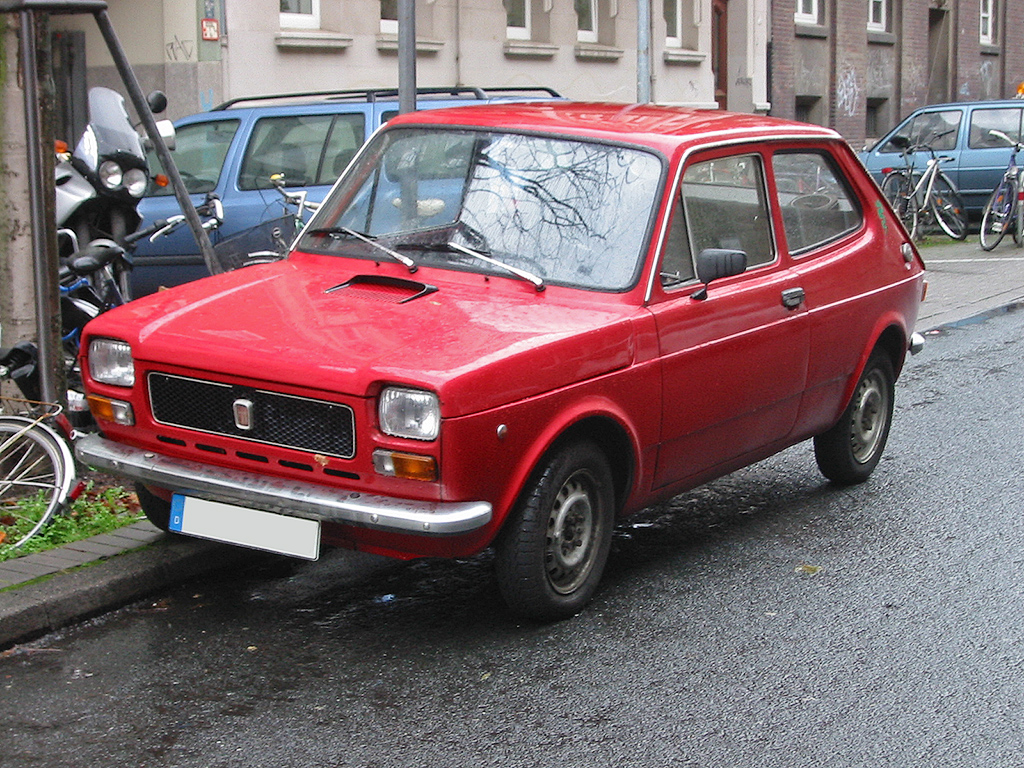
Una Fiat 127 del 1971; lunga 3,59 metri, rappresenta una delle prime utilitarie prodotte di larga diffusione

La prima utilitaria italiana fu la Fiat 500 Topolino Giardiniera del 1948, seguita dalla Fiat 600 Multipla, dalla Fiat 500 Giardiniera e dalla Autobianchi Bianchina Panoramica.
Negli anni settanta, l'avvento delle vetture a due volumi con portellone posteriore, come la Autobianchi A112, la Fiat 127 e la Peugeot 104, il significato di "utilitaria" si estese anche alle automobili economiche di piccola cilindrata.

Se fino agli anni settanta il termine utilitaria descriveva quanto già illustrato, a partire dal decennio successivo, vi fu una netta distinzione tra utilitarie e superutilitarie.

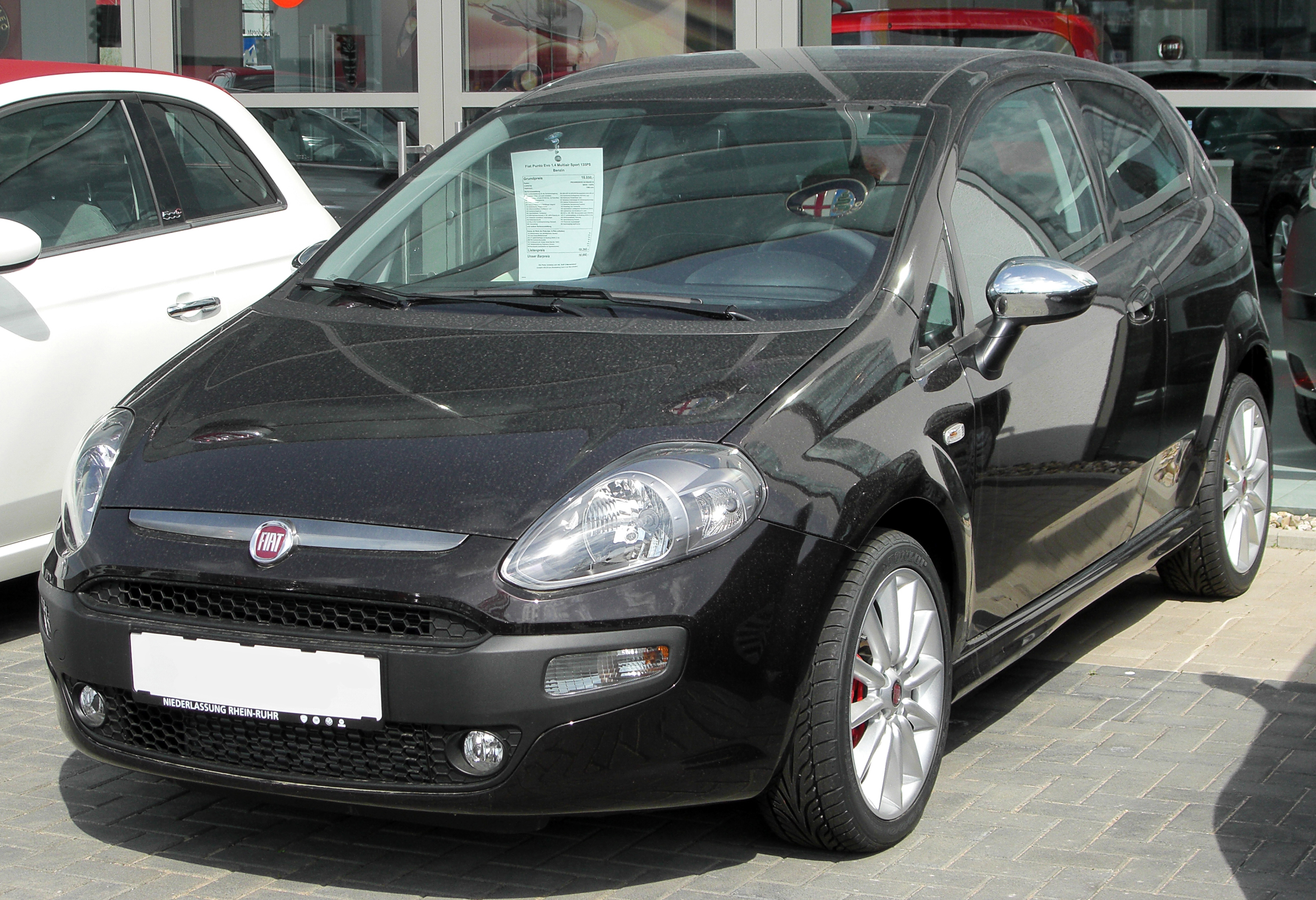
Una Fiat Punto Evo del 2009; lunga 4,06 metri, è un esempio di utilitaria moderna, erede diretta della Fiat 127

Mentre quest'ultima categoria riprese il concetto delle utilitarie degli anni precedenti, il termine utilitaria ha cominciato a riferirsi a quelle vetture definite di segmento B, intendendo con ciò vetture a vocazione cittadina, ma più grandi e spaziose delle superutilitarie, ed in grado all'occorrenza di essere utilizzate anche per i lunghi viaggi.